# Odbielanie
Odbielanie – proces fotograficzny stosowany podczas obróbki odwracalnej błon fotograficznych, polegający na usunięciu z emulsji światłoczułej srebra metalicznego bez naruszenia halogenków srebra. Wykonuje się to przeprowadzając srebro w łatwo rozpuszczalną w wodzie sól, najczęściej przy użyciu rozcieńczonego kwasu chromowego lub roztworu dwuchromianu sodu zakwaszonego kwasem solnym. Srebro zostaje utlenione zgodnie z reakcją:
{\displaystyle \mathrm {3Ag+Cr^{6+}\rightarrow 3Ag^{+}+Cr^{3+}} }
Jeśli w roztworze brak jest jonów halogenków, jony srebra dyfundują z emulsji światłoczułej najpóźniej w czasie płukania następującego po odbielaniu.
Proces odbielania stosuje się także w obróbce „zwykłych” materiałów fotograficznych barwnych, jak błony i filmy negatywowe oraz papiery fotograficzne i filmy pozytywowe barwne. W przypadku materiałów filmowych kinematograficznych roztwór odbielający zawiera żelazicyjanek potasowy jako utleniacz oraz bromek potasowy umożliwiający powstanie w wyniku reakcji chemicznej bromku srebra. Ten związek jest następnie rozpuszczany w kąpieli utrwalającej.
W szybkiej obróbce wysokotemperaturowej negatywowej, jak proces C-41, oraz pozytywowej – stosowanej w labach – używa się jednej kąpieli odbielająco-utrwalającej. W tym przypadku związkiem rozpuszczającym sole srebra z emulsji światłoczułej są tak zwane związki kompleksowe.